# Профессор Лебединский
Алексе́й И́горевич Лебеди́нский (псевдоним Профе́ссор Лебеди́нский; род. 28 мая 1968, Ленинград) — советский и российский певец, клавишник, автор песен, фотохудожник, артист, рекламный деятель. Получил широкую известность в середине 1990-х годов в России и многих постсоветских странах за счёт песен, которые исполняет необычно хриплым тембром голоса, среди них — «Я убью тебя, лодочник», «Доче», «Там вдали, у метро», «Я танцую пьяный на столе!» и «Комарики» (с группой «Жуки»).

## Биография

### Ранние годы
Играть на фортепиано начал с 10 лет, сочинять музыку — с 15 лет. С 10 до 15 лет занимался в подготовительной группе музыкальной школы при Ленинградской консерватории. После школы поступил в Ленинградский электротехнический институт (ЛЭТИ).
В 1983 году окончил городскую музыкальную школу № 32 по классу фортепиано у педагога Елены Евгеньевны Хиниц. Выступал в Большом зале Ленинградской филармонии как лучший выпускник музыкальных школ СССР, где его услышал Святослав Рихтер. По настоянию Рихтера продолжил заниматься у Элисо Константиновны Вирсаладзе, но карьеру классического пианиста делать не захотел.
В 1985 году по рекомендации Бориса Гребенщикова записывает первый материал на студии Андрея Тропилло, проводит школьные дискотеки.
В 1986—1988 годах служил в армии (Эстония, Тарту), в дивизии под командованием Джохара Дудаева. Играл в оркестре на трубе, делал оркестровки и аранжировки для различных музыкальных составов — духового оркестра, эстрадного оркестра, ансамбля народных инструментов.

### Карьера

#### Музыка
В 1989 году играл в группе «Собрание сочинений», затем — у Максима Леонидова на клавишных. Работал с Михаилом Боярским.
В 1990 году создал группу «Близнецы», занявшую первое место на конкурсе «Приз-клип» и представившую Санкт-Петербург на фестивале «Белые ночи в Венеции» в 1992 году.
С 1991 года работал на студии Союза композиторов аранжировщиком. С 1992 года — музыкальный редактор на Пятом канале телевидения в программе Кирилла Набутова «Адамово яблоко». Записывал аудиотреки телезаставок и рекламных роликов, мультфильмов. В 1994 году написал музыку для программы «Утренняя почта». В домашней студии записывает свои песни и инструментальную музыку.
В 1995 году после выхода песен «Я убью тебя, лодочник», «Я никому не скажу», «Учат в школе» и совместного с группой «Русский размер» альбома «Давай-давай» с ироничными кавер-версиями известных хитов Профессор Лебединский быстро завоёвывает популярность в России и ближнем зарубежье и покоряет вершины хит-парадов радиостанций.
Псевдоним «Профессор Лебединский» возник следующим образом: в своё время, вызывая такси, Алексей имел обыкновение представляться для солидности «профессором Лебединским» — с той целью, чтобы к нему побыстрее приехали. Так к Алексею прочно привязалось прозвище «профессор», позже ставшее сценическим именем.
Весной 1997 года выходит дебютный сольный альбом «Хеллоу-Гудбай». Благодаря успеху альбома Алексей полностью переключается на собственное творчество.
В 1998 году — выпуск альбома «Смеяться или плакать» с популярными авторскими песнями «Доче» и «Вот и вся любовь», а также пародией на комсомольскую песню «Там вдали, за рекой» под названием «Там вдали, у метро». Видеоклипы на песни «Доче» и «Там вдали, у метро» транслируются по телеканалам.
В 1999 году на телевидении выходит клип на песню «Дубак-январь» с участием Романа Трахтенберга, и клип на пародию «Спят усталые игрушки», тоже с участием Трахтенберга.
Осенью 1999 года выходит альбом «Танцы-Шманцы, Кныш и смородина» со ставшими популярными ремейками «Листья жёлтые», «Бесаме мучо» и «Лашате ми кантаре».
В 2004 году выходит песня «Капельки» — пародия на песню «Часики» Виктора Дробыша. В клипе принимают участие друзья артиста — актёры театра «Лицедеи». Клип побеждает в программе MTV «12 злобных зрителей», но по непонятным причинам больше в эфире не появляется.
Осенью 2004 года вместе с группой «Русский Размер» и Дмитрием Нагиевым записал пародийную песню «Я её хой» (на мелодию песни «Dragostea din tei» молдавской музыкальной поп-группы «O-Zone»). Эта пародия (распространённое название — «Я танцую пьяный на столе») в течение 7—12 месяцев занимала первые строчки хит-парадов на радио. Выходят сборники и альбомы с лучшими песнями, дополненные новыми композициями.
В 2004—2005 годах записал заставки для музыкального оформления радиостанции Динамит FM.
В конце 2005 года Лебединский совместно с Наталией Власовой записывает пародию на песню «Расскажи, Снегурочка» под названием «Ёлочка, гори!» и снимает на неё клип.
В 2005 году отметил 10-летие музыкальной деятельности под псевдонимом «Профессор Лебединский» в концертном зале «Октябрьский» в родном Санкт-Петербурге.
В сентябре 2007 года состоялся выход альбома Профессора Лебединского «И снова здравствуйте». Песня «Вовкина теперь» после 5 дней в эфире попадает в десятку радио «Шансон» и постоянную ротацию «Дорожного радио» и называется критиками одной из лучших авторских песен Лебединского. В том же 2007 году Алексей Лебединский на приглашённой основе являлся ведущим телевизионной программы «Времечко» на телеканале «ТВ Центр».
В 2013 году, после длительного перерыва, выходит новая лирическая песня «Если не любовь», клип на неё транслировался по музыкальным телеканалам.
В настоящее время продолжает жить в Майами.

#### Фотография
Профессионально заниматься фотографией Алексей Лебединский начал в 2000 году. Свои первые фотографии Алексей стал выставлять на известном интернет-ресурсе, где собираются профессиональные фотографы[каком?]. Российский фотожурналист Сергей Максимишин определил его стиль как минималистический жанр. По рекомендации Максимишина Алексей стал сотрудничать с газетой «Известия». Уже в сентябре 2002 года в медиа-центре «Известий» открылась первая персональная фотовыставка «Фокус Профессора Лебединского».
В том же 2002 году обложку альбома Криса де Бурга «Timing is Everything» украсил фотоснимок Алексея Лебединского. С этого же года свои фотографии Профессор Лебединский выставлял и на персональном сайте в интернете.
Не оставляя музыкальной гастрольной деятельности, начиная с 2002 года Алексей постоянно публикуется в газетах и журналах, делает заказные портретные, жанровые и рекламные съёмки. Алексей попутно занимается и съёмкой российских и мировых звезд: Стив Хау (Yes), The Tiger Lillies, Стинг, Брайан Адамс, Фил Коллинз, Сезария Эвора, Авишай Коэн[уточнить], Джереми Айронс, Деннис Хоппер, Кенни Гарретт, Шаин Новрасли, Сергей Игнашевич, Леонид Агутин, Анжелика Варум, Вадим Казаченко, Владимир Кузьмин, Илья Лагутенко, Андрей Макаревич, и многих других.
В 2005 году в Москве были представлены выход авторской рекламы для автомобилей Porsche, календаря для «Лукойл-Нева» и первая авторская фотокнига «Фотоальбом № 1».
В 2007 году на выставке «Фотофорум-2007» Лебединского представила компания Canon.
В 2009 году в галерее на Мосфильме прошла персональная выставка фоторабот Алексея «Профессора» Лебединского «Кадр за кадром: Индокитай». Галерея представляла только часть большого проекта, в котором Лебединский фотографически исследует Вьетнам, Камбоджу и столицу Таиланда Бангкок.
В 2012 году при поддержке Nikon, ProLab, RusHydro и киноконцерна «Мосфильм» состоялась персональная выставка-вернисаж портретов и интерьерных фоторабот Алексея «Профессора» Лебединского «Стенограммы».
В ноябре 2014 года в Санкт-Петербурге состоялась выставка необычных фотографий Профессора Лебединского под названием «Мой Петербург».

#### Реклама
Начиная с 1991 года, А. Лебединским созданы и озвучены сотни рекламных аудио- и видеороликов, заставок для телевидения и радио. В 2005 году снимаются авторская реклама и календари для компаний «Porsche» и «Лукойл».
В 2009—2011 годах являлся, по просьбе президента ОАО НК «Роснефть», советником компании по рекламе и PR. Самостоятельно снимал некоторые рекламные материалы для компании.
В 2011—2014 годах работал в качестве независимого консультанта по рекламным проектам и пиару.

#### Интернет
С ноября 2024 года ведёт Youtube-трансляции «3 минуты с Алексеем Лебединским» для людей, страдающих депрессией.

### Взгляды
Профессор Лебединский является одним из критиков политики Президента России Владимира Путина и действующей российской власти. В мае 2014 года покинул Россию и переехал в США по политическим мотивам. Широкое распространение данная новость получила только в ноябре того же года. До отъезда, последние годы жизни в России, Лебединский проживал в городе Одинцово (Московская область).
О своём отъезде в Майами Лебединский рассказал в одном из интервью: «Я принял другое решение, очень тяжёлое для меня, и сейчас я в Россию приезжать не буду. Я только что оттуда уехал, и я, может быть, не буду приезжать в Россию до тех пор, пока не закончится этот беспредел…».
В 2015 году выходит песня «Ватники» на тему «российской пропаганды». В клипе на песню, имеющем популярность на YouTube, присутствуют кадры из российских телепередач, а в тексте песни её автор рассказывает слушателю, кто такие «ватники».
Летом 2017 года находился в Киеве (Украина).
В марте 2018 года выпустил «предвыборный» клип «Пиздец — это я», снятый в Киеве.
В апреле 2019 года заявил, что Россия должна попросить прощения у Украины, «поклониться в ноги» и заплатить ей денег. Сообщил о своём желании переехать жить на Украину, так как в США «всё чужое».
В 2021 году выходит песня «Путин, уходи», в которой говорится о том, что тому пора уходить, и что только тогда у людей будет светлое впереди.
Резко осудил вторжение России на Украину в 2022 году.
9 ноября 2023 года в связи с войной в Газе поддержал Израиль, выпустив сингл «Израилю — да!» со словами «Израиль молодец, а ХАМАСу — пи**ец».

### Личная жизнь
В 1990-х был женат на Светлане, дочери актрисы Светланы Смирновой (со слов Лебединского, официально брак не был зарегистрирован). Дочь Вероника (р. 1997).
Жена Анна (с августа 2022 г.).

## Работы

### Дискография
- 1996 — «Давай-Давай!»
- 1997 — «Хэллоу-Гудбай»
- 1998 — «Смеяться или Плакать»
- 1999 — «Танцы-Шманцы», Кныш и Смородина
- 2005 — «Новое и лучшее»
- 2007 — «И снова здравствуйте»
- 2013 — «Лирика» (винил)

### Фильмография
- 1998 — Улицы разбитых фонарей, серия «Дело № 1999» — камео
- 1998 — Бобака Саскервилей
- 1999 — Тонкая штучка — Сергей